# (21111) 1992 RP3
A (21111) 1992 RP3 a Naprendszer kisbolygóövében található aszteroida. Eric Walter Elst fedezte fel 1992. szeptember 2-án.